# Airspeed Oxford
Ейрспід AS.10 Оксфорд (англ. Airspeed AS.10 Oxford) — британський навчальний літак часів Другої світової війни. Інтенсивно використовувався в ВПС країн Британської співдружності для навчання навігаторів, радіо-операторів, бомбардирів і стрільців. Після війни залишався на озброєнні різних країн до середини 50-их років.

## Історія створення

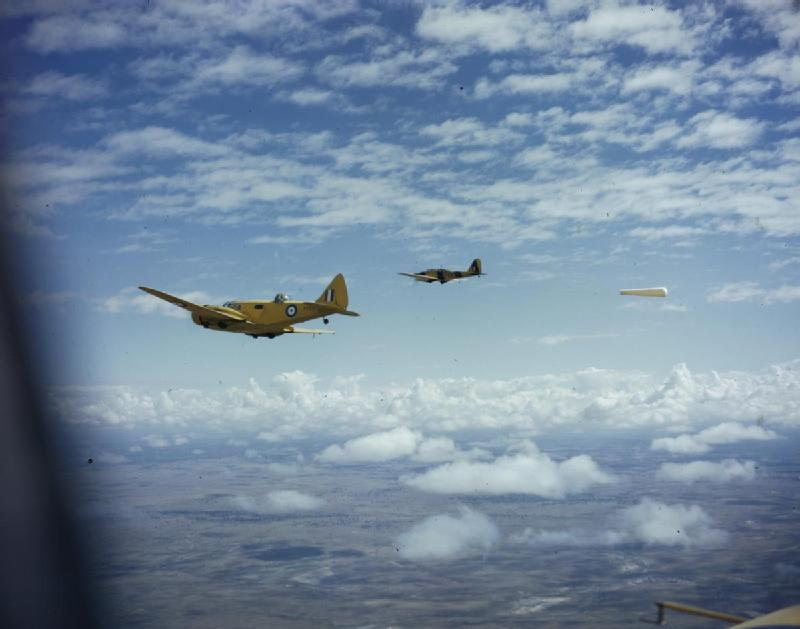
Oxford (на передньому плані) під час тренування з турельної стрільби. Ціль для стрільби на буксирі в Battle (на задньому плані).

Компанія Airspeed Ltd., яка була заснована тільки 1931 року, зазвичай не брала участі в конкурсах від авіаційного командування. Але в 1936 році була видана специфікація міністерства авіації T.23/36 на створення двомоторного навчального літака. Для участі в конкурсі Airspeed Ltd. запропонувала проєкт AS.10, який базувався на успішному транспортному літаку AS.6 Envoy. Останній, на цей момент, вже використовувався в цивільній авіації, де заслужив слави надійного літака. В результаті конкурсу проєкт AS.10 був прийнятий і зроблене попереднє замовлення на 136 літаків.
Перший прототип AS.10, який вже отримав військове позначення «Оксфорд», піднявся в повітря 19 червня 1937 року. В листопаді були готові перші шість серійних літаків, які тоді ж надійшли в Центральну і 11-ту льотні школи Королівських ВПС.
В цілому «Оксфорд» був дуже схожий на AS.6 Envoy, зокрема вони мали однакові фюзеляж і шасі. Основною відмінністю були інші двигуни і компоновання літака, також перша модифікація «Оксфорда» мала встановлену турель для навчання стрільців. В залежності від конфігурації на літаку окрім пілота (учня) і другого пілота (інструктора), могли навчатись стрілець, бомбардир, відеооператор, навігатор або радіо-оператор. Для навчання бомбардирів, стандартне подвійне керування було замінене на одиничне, а на місці другого пілота розташовувався бомбардир, який міг скидати навчальні димові бомби. Схожі зміни були передбачені і для інших ролей.
З початком Другої світової війни потреба в літаках зросла, при цьому не тільки в Великій Британії, а і в інших країнах Британської співдружності. Окрім прямого застосування, як навчальні, Оксфорди використовувались як транспортні, зв'язкові, медичні і для настройки радарів.

## Модифікації і виробництво
- AS.10 Oxford Mk.I — оснащувався двигунами Armstrong Siddeley Cheetah X[en] потужністю 375 к.с. (280 кВт.) і призначався для навчання пілотів, стрільців і бомбардирів.
- AS.10 Oxford Mk.II — варіант Oxford I без турелі, призначався для навчання радіо операторів і навігаторів.
- AS.10 Oxford Mk.III — варіант Oxford II оснащений двигунами Armstrong Siddeley Cheetah XV потужністю 425 к.с. (315 кВт.) Було побудовано тільки один прототип.
- AS.10 Oxford Mk.IV — проєкт з двигунами de Havilland Gipsy Queen[en], жодного не було побудовано.
- AS.40 Oxford — цивільний варіант для дослідження радіотехніки, два літаки побудовано.
- AS.41 Oxford — один літак передано Miles Aircraft[en] для тестування двигунів Alvis Leonides[en].
- AS.42 Oxford — варіант Oxford I для Нової Зеландії, розроблений за специфікацією T.39/37
- AS.43 Oxford — варіант розвідника на базі AS.42
- AS.46 Oxford Mk.V — варіант з двигунами Pratt & Whitney R-985[en] потужністю 450 к.с. (335 кВт).
- AS.65 Consul — після війни близько 150 військових Oxford були перероблені в цивільні транспортні літаки з новим позначенням Airspeed Consul.

Завод Airspeed в Портсмуті виготовив 4441 «Оксфордів», а завод в Крістчерчі ще 550, проте в період Другої світової війни, ці заводи не справлялись з потребами в літаках, тому «Оксфорди» також виготовлялись і іншими фірмам: компанія de Havilland виготовила 1515 літаків на заводі в Хетфілді, Percival Aircraft — 1360 на заводі в Лутоні, і Standart Motors — 750 в Ковентрі.

## Тактико-технічні характеристики Oxford Mk.V

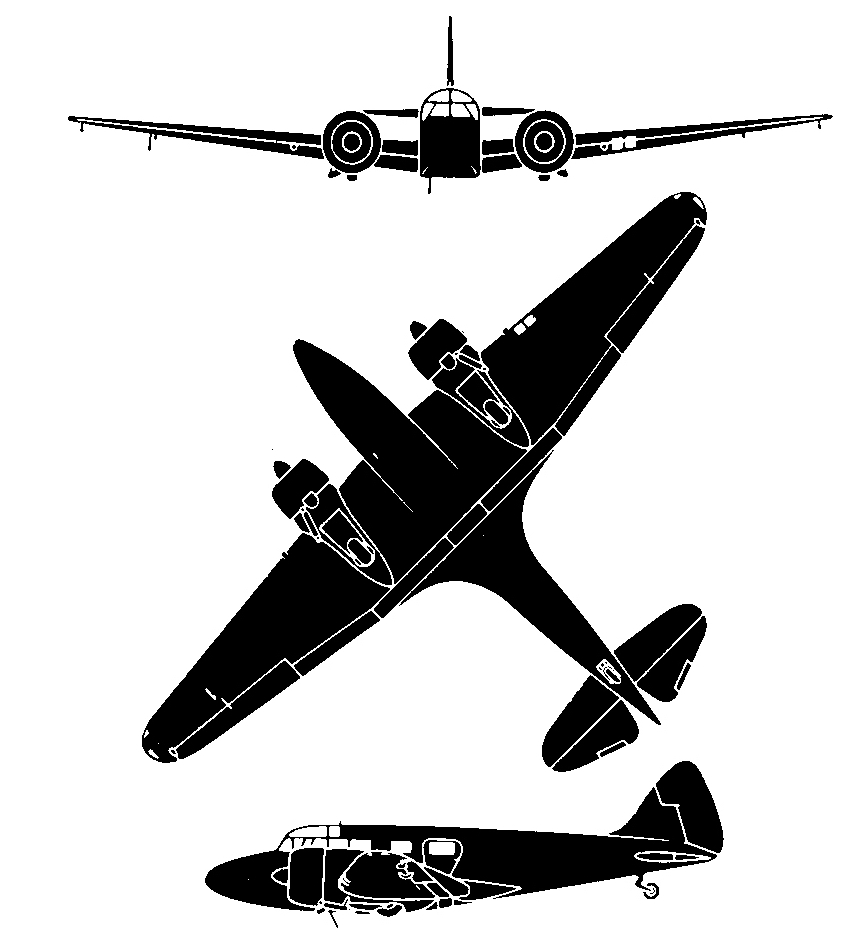

Дані з Consice Guide to British Aircraft of World War II

### Технічні характеристики
- Екіпаж: 2 особи
- Довжина: 10,52 м
- Висота: 3,38 м
- Розмах крила: 16,26 м
- Площа крила: 32,33 м²
- Маса порожнього: 2575 кг
- Максимальна злітна маса: 3629 кг
- Двигун: 2 × Pratt & Whitney R-985-AN6
- Потужність: 2 × 450 к. с. (336 кВт.)

### Льотні характеристики
- Максимальна швидкість: 325 км/год (на висоті 1250 м.)
- Практична стеля: 6400 м
- Дальність польоту: 1125 км